# Desloratadina/pseudoefedrina
Desloratadina/pseudoefedrina (nomes comerciais: Esalex D12, Aerinaze, entre outros) é uma associação medicamentosa usada no tratamento dos sintomas da rinite sazonal ou intermitente. A desloratadina é um anti-histamínico e a pseudoefedrina exerce a função de descongestionante nasal,
Por conter pseudoefedrina, um simpaticomimético com propriedades estimulantes, a desloratadina/pseudoefedrina é contraindicada sua administração em conjunto com outros agentes adrenérgicos e inibidores da monoamina oxidase (IMAO). Em pessoas com hipertensão, diabetes ou comprometimento das funções renais, a associação deve ser administrada com cautela, preferivelmente utilizando a menor dose efetiva.
A associação desloratadina/pseudoefedrina foi aprovada para uso nos Estados Unidos em 2005 e na União Europeia em julho de 2007. No Brasil, foi aprovado pela Agência Nacional de Vigilância Sanitária (ANVISA) em 2014 e está disponível como medicamento genérico.